# Ветринский, Иродион Яковлевич
Иродион Яковлевич Ветринский (1787—1849) — русский переводчик, поэт, издатель; педагог, профессор Санкт Петербургской духовной академии и директор гимназий.

## Биография
Родился в 1787 году в семье священника — в селе Ветрино Мологского уезда Ярославского наместничества.
С 1797 года учился в Ярославской духовной семинарии, с 1809 года — в Санкт-Петербургской духовной академии, которую окончил 6-м магистром в 1814 году. Учился вместе с известными впоследствии церковными деятелями: митрополитом Григорием (Постниковым), протоиереями Герасимом Павским и Иоакимом Кочетовым. Был среди 12 студентов 1-го выпуска академии, оставленных в ней для преподавательской деятельности; в августе того же года Комиссией духовных училищ он был определён бакалавром философских наук, в октябре того же года назначен членом академической конференции.
В 1814—1822 годах преподавал в Санкт-Петербургских духовных школах историю философии. 7 августа 1817 года избран секретарём академии, в 1818 году утверждён в звании ординарного профессора Санкт-Петербургской духовной академии, через год — в звании профессора философских наук Санкт-Петербургской духовной семинарии. Кроме того, в 1819—1820 годы работал в Комиссии по составлению устава духовной цензуры. В 1823—1826 году преподавал метафизику, на основе лекций издал книгу «Institutiones metaphysicae» (Основы метафизики) (Petropolis, 1821). Начиная с 1821 года участвовал в издании журнала «Христианское чтение». В сентябре 1825 года был уволен с должности профессора в семинарии, 1 ноября 1826 года был уволен из академии. В марте 1826 года был награждён орденом Св. Анны 3-й степени.
С 4 августа 1826 назначен цензором Главного цензурного комитета. 1 декабря 1828 года после преобразования Главного цензурного комитета в Санкт-Петербургский цензурный комитет, уволен с должности.
В декабре 1830 года поступил в Департамент государственных имуществ, в котором со временем занял должность помощника столоначальника.
В августе 1831 года получил разрешение на издание журнала «Северная Минерва», который выходил в течение 1832 года. В журнале публиковались статьи по античной философии и современной литературе, популярностью издание не пользовалось.
В июле 1833 года по собственному прошению был назначен членом правления Белорусского учебного округа, в мае 1834 года — директором Могилёвской дирекции училищ и гимназии. В 1837 году назначен директором Таганрогской гимназии. В 1838 году получил чин статского советника.
Летом 1841 году уволен со службы по болезни. Последние годы жил в Санкт-Петербурге, где и умер 7 (19) июля 1849 года.

## Труды
Главная его заслуга — издание капитального труда по церковной археологии в 5 книгах: «Памятники древней христианской церкви или христианские древности» (СПб., 1829—1845). Кроме этого были изданы его сочинения:
- «Виргилиевой Енеиды песнь первая» (с латинского, СПб., 1820).
- «Methaphysica (академические лекции по философии)» (СПб., 1821).
- «Надгробные слова Флешиера» (с французского, СПб., 1824).
- «На кончину императора Александра Благословеннаго» (элегия, СПб., 1825).
- «На кончину государыни Елисаветы Алексеевны» (СПб., 1826).
- «На кончину императрицы Марии Феодоровны» (СПб., 1828).
- «Русские письма о счастливой жизни по её возрастам» (СПб., 1848).

Также Ветринский издал «Правила высшего красноречия», графа М. М. Сперанского (с краткой биографией;, СПб., 1844).